# Maksim Shatskikh
Maksim Aleksandrovich Shatskikh (tiếng Nga: Максим Александрович Шацких; sinh ngày 30 tháng 8 năm 1978) là một cựu cầu thủ bóng đá chuyên nghiệp người Uzbekistan gốc Nga.
Anh hiện là cầu thủ ghi bàn hàng đầu của đội tuyển quốc gia với 34 bàn sau 61 trận. Shatskikh là cầu thủ ghi bàn hàng đầu mọi thời đại của Giải bóng đá vô địch quốc gia Ukraina với 123 bàn sau 341 trận cùng với Serhiy Rebrov. Anh đã dành một thập kỷ thi đấu cho Dynamo Kyiv từ năm 1999 đến năm 2009.
Ngày 28 tháng 7 năm 1999, Shatskikh trở thành cầu thủ châu Á đầu tiên ghi bàn tại UEFA Champions League và chỉ là cầu thủ thứ hai của Uzbekistan, sau Mirjalol Kasymov, ghi bàn ở các giải đấu bóng đá của UEFA. Ở cấp độ quốc tế, anh đã thi đấu ở ba Cúp bóng đá châu Á cho Uzbekistan, giúp đội tuyển giành vị trí thứ tư vào năm 2011.
Gần đây nhất anh thi đấu cho Rukh Vynnyky. Ngày 8 tháng 4 năm 2016, có thông báo rằng anh đã kết thúc sự nghiệp chơi bóng của mình và trở thành một huấn luyện viên của học viện bóng đá Dynamo.
Anh trai của anh, Oleg Shatskikh cũng là một cầu thủ bóng đá.